# Alpi del Weisshorn e del Cervino
Le Alpi del Weisshorn e del Cervino (Weisshorn-Matterhorn-Alpen in tedesco) sono una sottosezione delle Alpi Pennine, poste lungo la linea di confine tra l'Italia (Regione Valle d'Aosta) e la Svizzera (Canton Vallese) dal Colle Collon al Colle del Teodulo, prendendo il nome dal Weisshorn e dal Cervino, le due montagne più significative del gruppo, la prima interamente in territorio svizzero.

## Delimitazioni
Le Alpi del Weisshorn e del Cervino confinano:
- a nord con le Alpi Bernesi e separate dal fiume Rodano;
- ad est con le Alpi del Mischabel e del Weissmies e le Alpi del Monte Rosa (nella stessa sezione alpina) e separate dal Colle del Teodulo;
- a sud con le Alpi del Gran Paradiso (nelle Alpi Graie) e separate dal fiume Dora Baltea;
- ad ovest con le Alpi del Grand Combin (nella stessa sezione alpina) e separate dal Colle Collon.

Ruotando in senso orario i limiti geografici sono: Colle Collon, Arolla, Val d'Hérens, fiume Rodano, Vispertal, Mattertal, Colle del Teodulo, Valtournenche, fiume Dora Baltea, Aosta, Valpelline, Colle Collon.

## Suddivisione
La classificazione SOIUSA delle Alpi del Weisshorn e del Cervino è la seguente:
- Grande parte = Alpi Occidentali
- Grande settore = Alpi Nord-occidentali
- Sezione = Alpi Pennine
- Sottosezione = Alpi del Weisshorn e del Cervino
- Codice = I/B-9.II

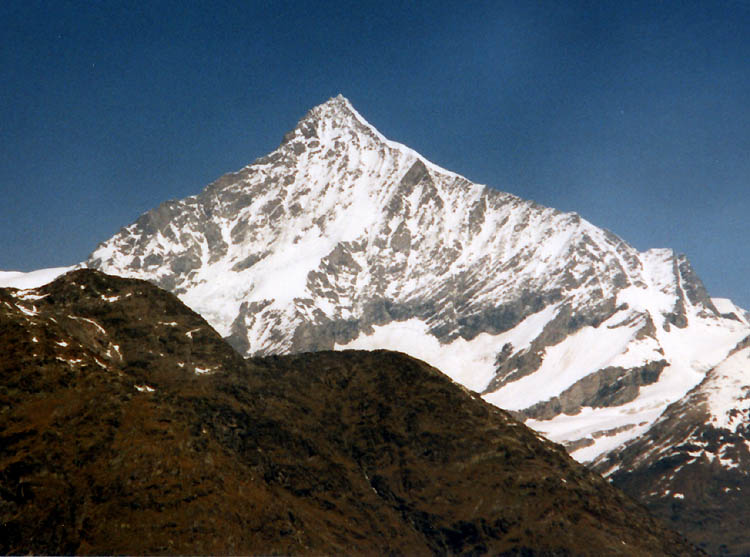
Il Weisshorn, vetta più alta del gruppo.

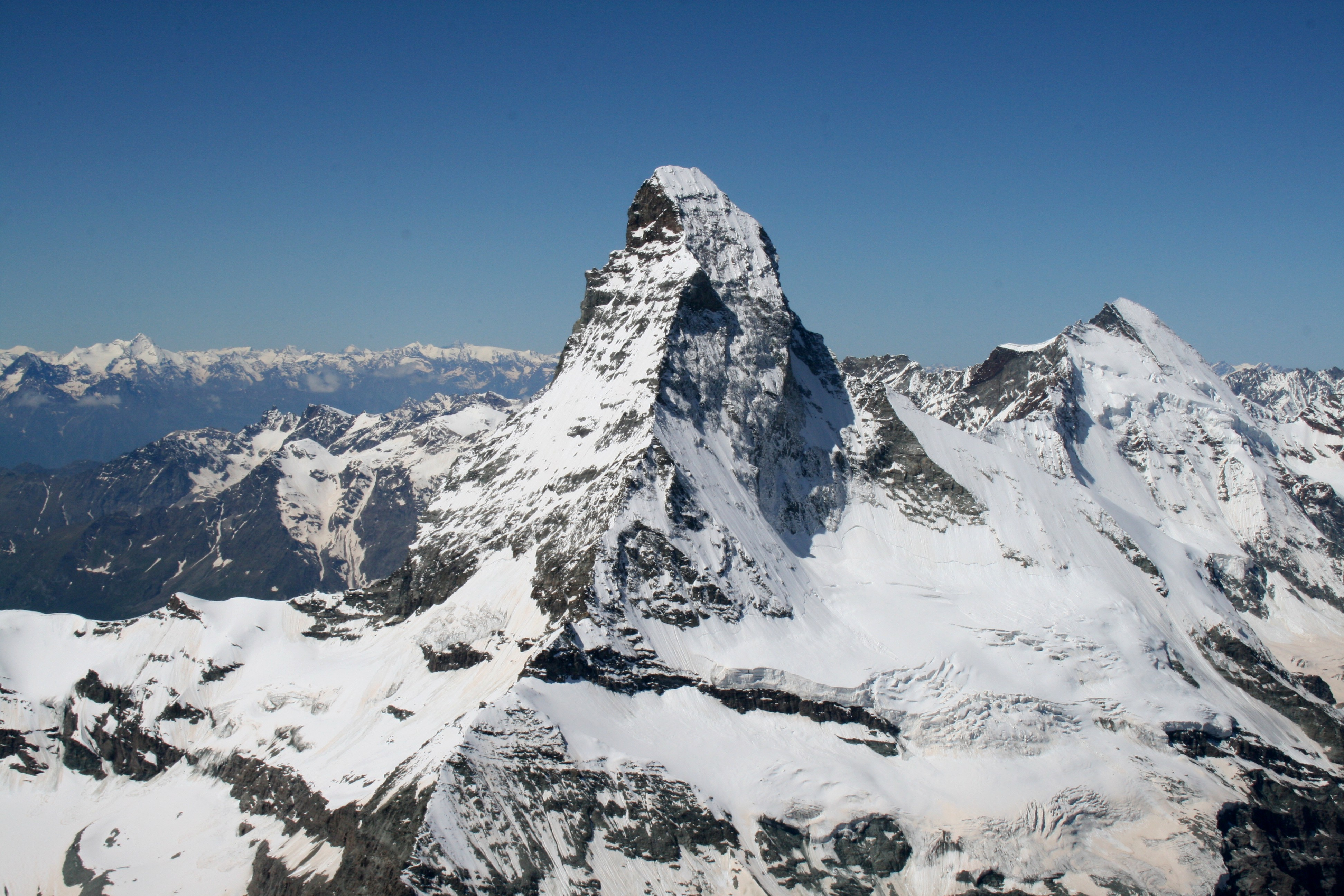
La solitaria piramide del Cervino.

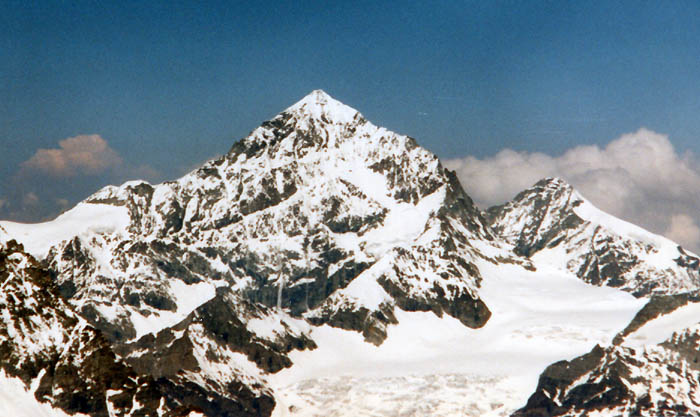
Dent Blanche

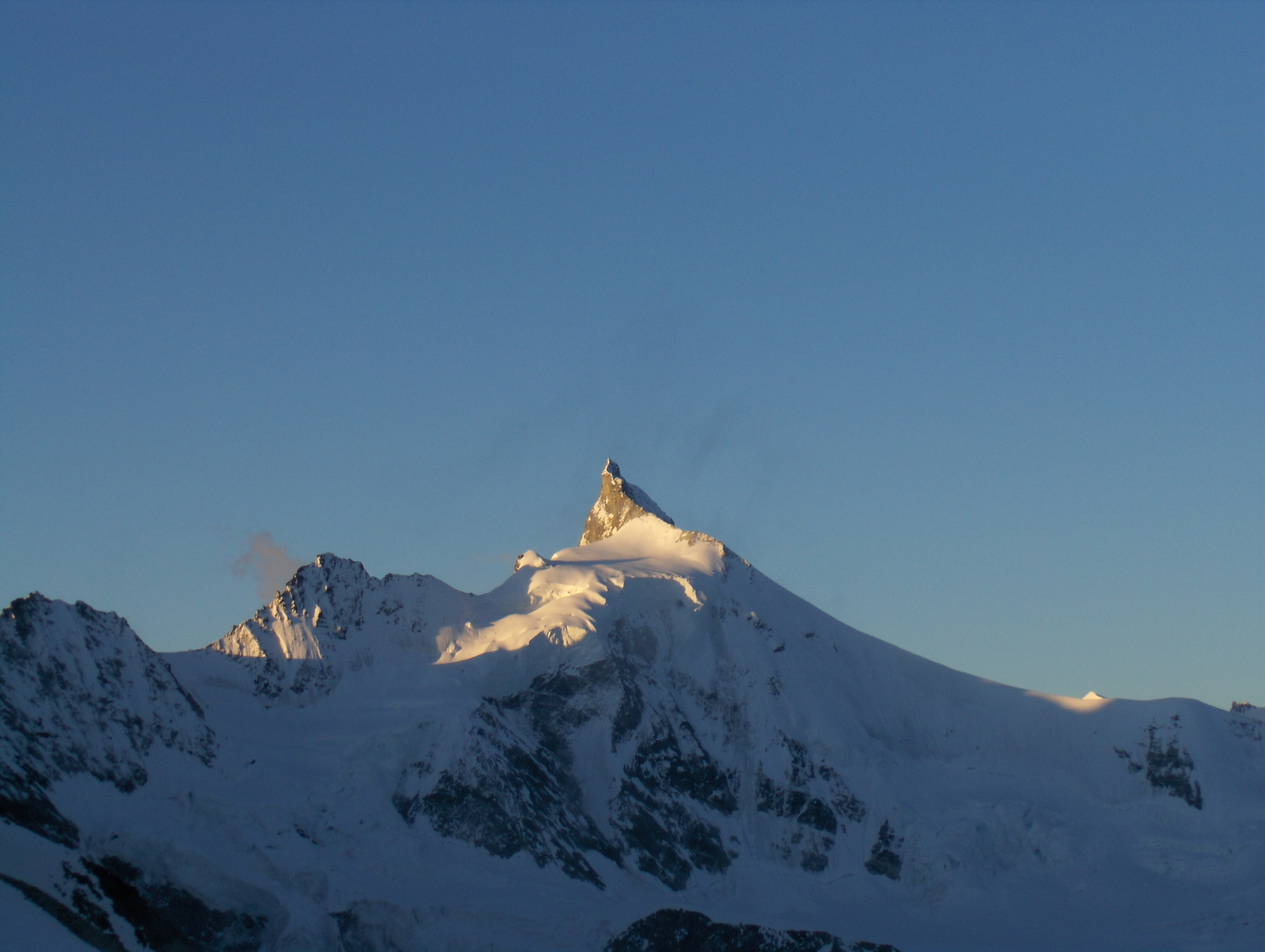
Zinalrothorn

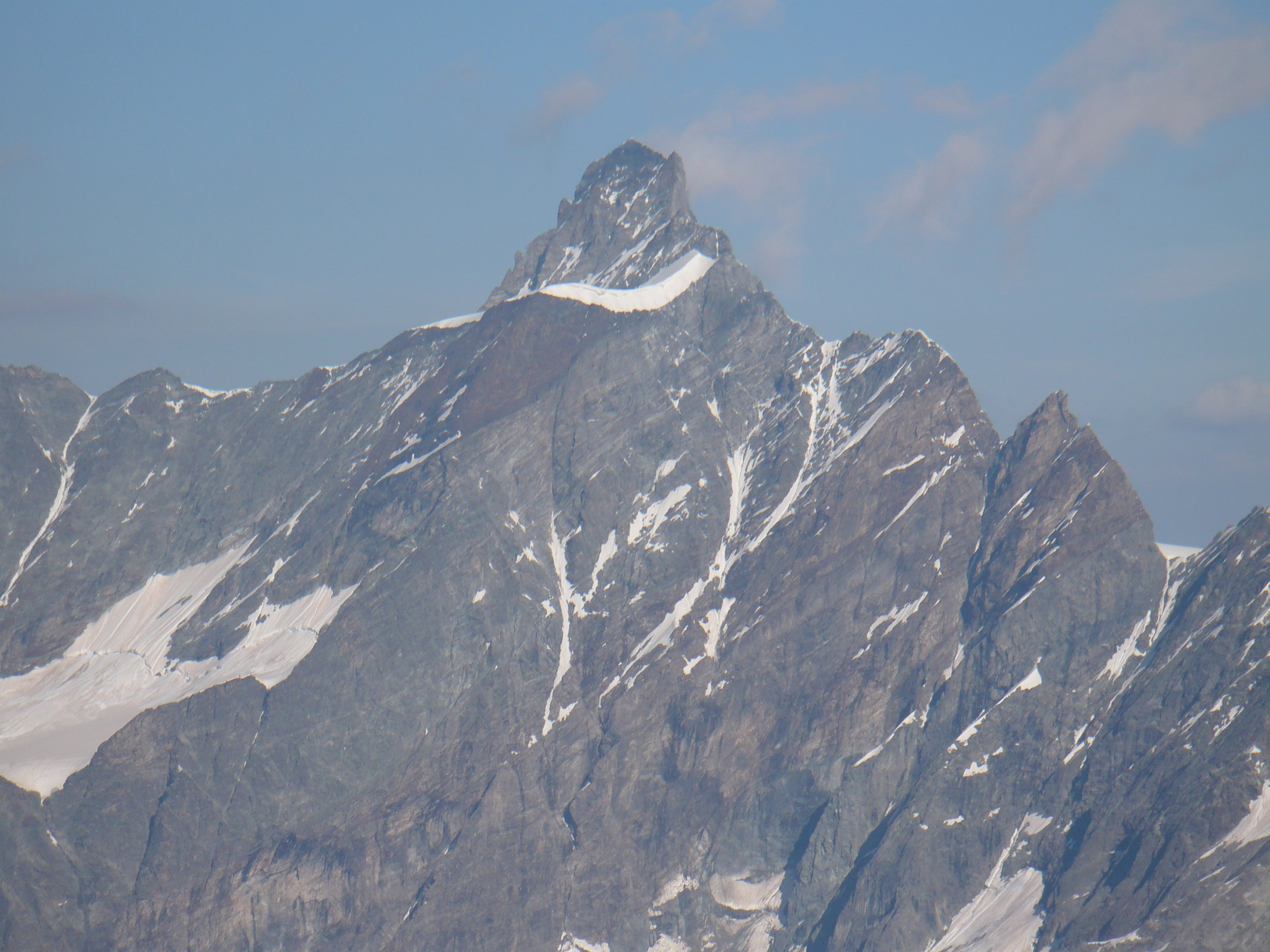
Dent d'Herens

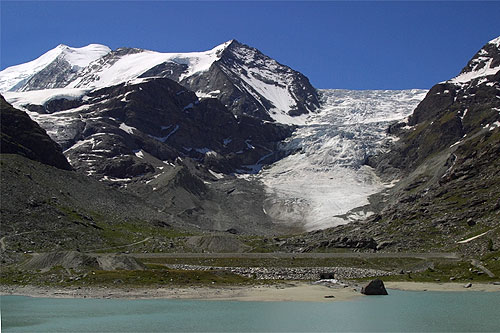
Bishorn

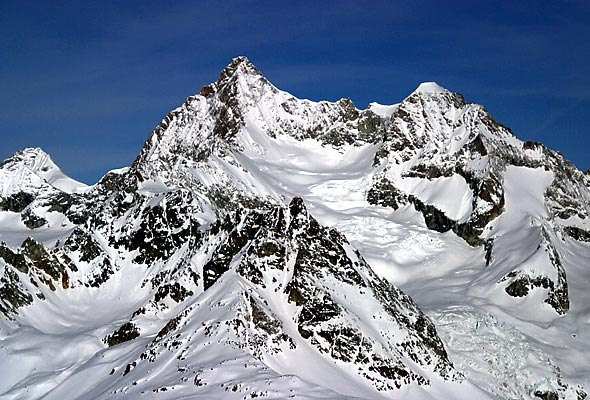
Obergabelhorn

La sottosezione, secondo le definizioni della SOIUSA, è a sua volta suddivisa in quattro supergruppi, dieci gruppi e tredici sottogruppi:
- Catena Bouquetins-Cervino (A)
  - Gruppo Bouquetins-Mont Brulé (A.1)
    - Sottogruppo del Mont Brulé (A.1.a)
    - Sottogruppo dei Bouquetins (A.1.b)

  - Gruppo Dents d'Hérens-Cervino (A.2)
    - Sottogruppo della Dent d'Hérens (A.2.a)
    - Sottogruppo del Cervino (A.2.b)
    - Sottogruppo delle Grandes et Petites Murailles (A.2.c)
    - Sottogruppo Château des Dames-Fontanella (A.2.d)
- Catena Luseney-Cian (B)
  - Gruppo Cian-Redessau-Cima Bianca (B.3)
    - Sottogruppo di Cian (B.3.a)
    - Sottogruppo del Redessau (B.3.b)
    - Sottogruppo Cima Bianca-Becca d'Aver (B.3.c)

  - Gruppo Luseney-Faroma (B.4)
    - Sottogruppo Luseney-Merlo (B.4.a)
    - Sottogruppo Faroma-Viou (B.4.b)
- Catena Dent Blanche-Grand Cornier (C)
  - Gruppo della Dent Blanche (C.5)
  - Gruppo del Grand Cornier (C.6)
    - Catena Grand Cornier-Pigne de la Lé (C.6.a)
    - Catena Punta di Bricola-Sasseneire (C.6.b)
- Catena Weisshorn-Zinalrothorn (D)
  - Gruppo Galbelhörner-Zinalrothorn (D.7)
  - Gruppo del Weisshorn (D.8)
  - Gruppo dei Diablons (D.9)
  - Gruppo Barrhörner-Augstbordhorn (D.10)

Il primo supergruppo Catena Bouquetins-Cervino raggruppa le montagne più alte delle Alpi del Weisshorn e del Cervino lungo il confine tra l'Italia e la Svizzera. Il secondo supergruppo Catena Luseney-Cian si trova in Italia a sud del Colle di Valcornera e tra la Valpelline e la Valtournenche. Il terzo supergruppo Catena Dent Blanche-Grand Cornier si trova in Svizzera tra la Val d'Hérens (ad ovest) e la Val d'Anniviers e la Valle di Zinal (ad est). Il quarto supergruppo Catena Weisshorn-Zinalrothorn si trova in Svizzera tra la Val d'Anniviers e la Valle di Zinal (ad ovest) e la Mattertal (ad est).

## Vette
Le vette principali delle Alpi del Weisshorn e del Cervino sono:
- Weisshorn - 4.505 m
- Cervino - 4.478 m
- Dent Blanche - 4.357 m
- Pic Tyndall - 4.241 m
- Zinalrothorn - 4.221 m
- Dent d'Hérens - 4.171 m
- Bishorn - 4.153 m
- Obergabelhorn - 4.063 m
- Schalihorn -3.974 m
- Grand Cornier - 3.962 m
- Punta Bianca - 3918 m
- Punta Margherita - 3.905 m
- Wellenkuppe - 3.903 m
- Pointe du Mountet - 3.877 m
- Jumeaux - 3.872 m
- Punta dei Cors - 3.849 m
- Dents des Bouquetins - 3.838 m
- Brunegghorn - 3.833 m
- Becca di Guin - 3.805 m
- Tête de Valpelline - 3.802 m
- Punta Maquignaz - 3.801 m
- Pointe de Zinal - 3.789 m
- Trifthorn - 3.728 m
- Tête Blanche - 3.724 m
- Testa del Leone - 3.715 m
- Mont Durand - 3.713 m
- Tête de Milon - 3.693 m
- Dent de Perroc - 3.676 m
- Äschhorn - 3.669 m
- Aiguille de la Tsa - 3.668 m
- Monte Besso - 3.667 m
- Punta Budden - 3.630 m
- Punta di Bricola - 3.658 m
- Barrhorn - 3.610 m
- Les Diablons - 3.609 m
- Monte Brulé - 3.538 m
- Becca di Luseney - 3.504 m
- Pointe de Bertol - 3.499 m
- Punta Kurz - 3.496 m
- Furggen - 3.492 m
- Château des Dames - 3.488 m
- Britehorn - 3.439 m
- Grande Dent de Veisivi - 3.418 m
- Mont Blanc du Créton - 3.409 m
- Pigne de la Lé - 3.396 m
- Punta di Fontanella - 3.384 m
- Becca Vannetta - 3.361 m
- Punta Cian - 3.320 m
- Garde de Bordon - 3.310 m
- Sasseneire - 3.254 m
- Monte Redessau - 3.253 m
- Mont Rous - 3.241 m
- Becca du Merlo - 3.234 m
- Tête des Roéses - 3.216 m
- Becs de Bosson - 3.149 m
- Monte Faroma - 3.072 m
- Bella Tola - 3.025 m
- Cima Bianca - 3.009 m
- Becca di Viou - 2.856 m
- Becca Morion - 2.719 m
- Mont Pancherot - 2.614 m
- Becca d'Aver - 2.469 m.

## Rifugi alpini

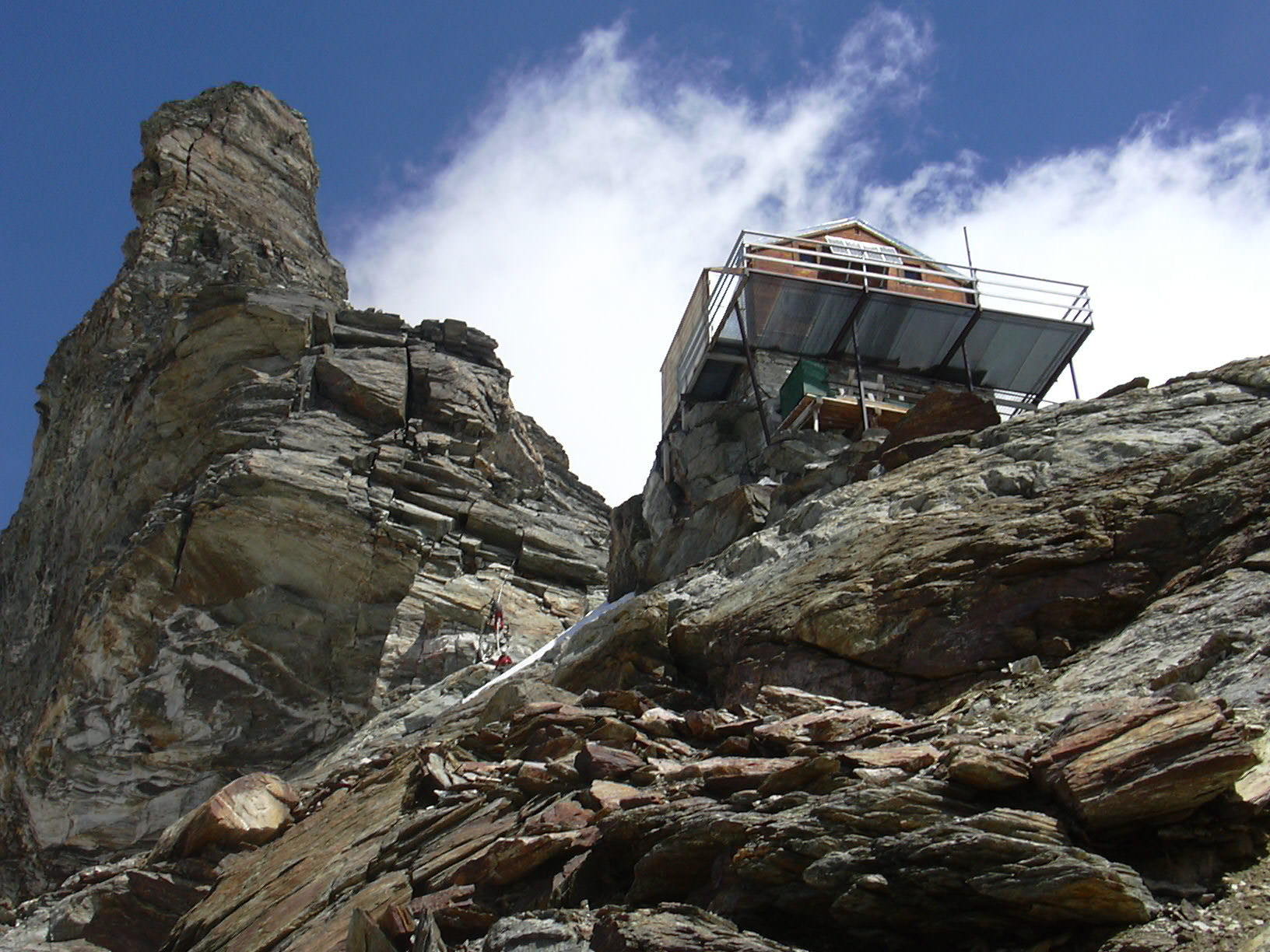
Il Rifugio Jean-Antoine Carrel.

Per favorire l'escursionismo di alta quota e la salita alle vette il gruppo montuoso è dotato di molti rifugi. Alcuni tra i principali sono:
- Solvayhütte - 4.003 m
- Rifugio Jean-Antoine Carrel - 3.830 m
- Cabane de la Dent Blanche - 3.504 m
- Cabane de Bertol - 3.311 m
- Hörnlihütte - 3.260 m
- Cabane de Tracuit - 3.256 m
- Rothornhütte - 3.210 m
- Weisshornhütte - 2.932 m
- Rifugio Perucca Vuillermoz - 2.920 m
- Cabane du Grand Mountet - 2.886 m
- Cabane de Moiry - 2.825 m
- Rifugio Duca degli Abruzzi all'Oriondé - 2.802 m
- Rifugio Aosta - 2.788 m
- Schönbielhütte - 2.694 m
- Rifugio Oratorio di Cunéy - 2.652 m
- Cabane de la Tsa - 2.607 m
- Rifugio Barmasse - 2.169 m
- Cabane du Petit Mountet - 2.142 m